# Coenagrion johanssoni
Coenagrion johanssoni là loài chuồn chuồn trong họ Coenagrionidae. Loài này được Wallengren mô tả khoa học đầu tiên năm 1894.